# Alidosio Alidosi

Stemma degli Alidosi

Alidosio Alidosi (... – post 1311) è stato un nobile italiano.

## Biografia
Fu prefetto e capitano del popolo a Imola con il titolo di Defensor Pupuli Civitatis Imole (1278 - 1288) e comandante della città di Forlì nel 1291. Associatosi con il fratello Mainardo Alidosi fu nuovamente capitano del popolo a Imola dal 29 novembre 1290, ma nel marzo 1292 la popolazione si sollevò in tumulto e cacciò i membri della famiglia Alidosi.
Fu capitano del popolo per l'ultima volta nel 1302.
Era ancora vivo il 31 agosto 1311, poi di lui non si sa più nulla.

## Discendenza
Alidosio ebbe tre figli:
- Giovanni;
- Lippo II (?-1350), primo signore di Imola;
- Bertrando, condottiero.